# Emanuel Josef Margold
Emanuel Josef Margold (* 4. Mai 1888 in Wien; † 2. Mai 1962 in Bratislava) war ein österreichischer Künstler der Wiener Werkstätte.

## Leben
Der Architekt, Entwerfer für das Kunstgewerbe und Graphiker Emanuel Josef Margold wurde als Schreiner an der Fachschule für Holzbearbeitung in Königsberg an der Eger ausgebildet. Er studierte anschließend an der Kunstgewerbeschule Mainz bei Anton Huber, dann an der Akademie der bildenden Künste Wien in der Meisterschule für Architektur bei Josef Hoffmann. 1908–10 führte er Bauaufträge in Böhmen und Österreich aus. Anschließend wurde er Assistent Josef Hoffmanns an der Meisterklasse und Mitarbeiter der Wiener Werkstätte.
Bereits während der Studienzeit nahm Margold an zahlreichen Ideenwettbewerben teil. Der Darmstädter Verleger Alexander Koch wurde auf ihn aufmerksam und publizierte ab 1907 Margolds Entwürfe in verschiedenen Zeitschriften.
Emanuel Margold heiratete im Jahr 1911 die Textilkünstlerin Ella Margold, die für ihn zahlreiche Entwürfe ausführte, u. a. für Stickereien, Damenhüte und Blechdosen. Im Mai 1911 wurde er an die Darmstädter Künstlerkolonie berufen und richtete sich ein Atelier im Ernst-Ludwig-Haus ein. Er fertigte zahlreiche Entwürfe für alle Bereiche des Kunstgewerbes wie Schmuck, Porzellan, Glas, Stoffe und Tapeten. Dokumentiert sind aus dieser Zeit auch mehrere Wohnraum- und Geschäftsausstattungen. Bekannt wurden seine Keksdosen aus Blech für den Hersteller Bahlsen aus Hannover, die er zwischen 1912 und 1918 fertigte. Der spätere Bauhausgestalter Herbert Bayer war zu jener Zeit bei Margold tätig. In Darmstadt gestaltete Margold auch die Einrichtung des Lampengeschäftes August Wilk und entwarf Grabmale im expressionistischen Stil.
1929 siedelte er nach Berlin über, wo er noch einige Wohnhäuser im Stil des Neuen Bauens entwarf. Ab dieser Zeit lebte er getrennt von seiner Frau und Kindern. 1938 wurde er als Professor an die Kunstgewerbeschule in Bratislava berufen.

## Bauten und Entwürfe
- vor 1911: Direktionszimmer[5]

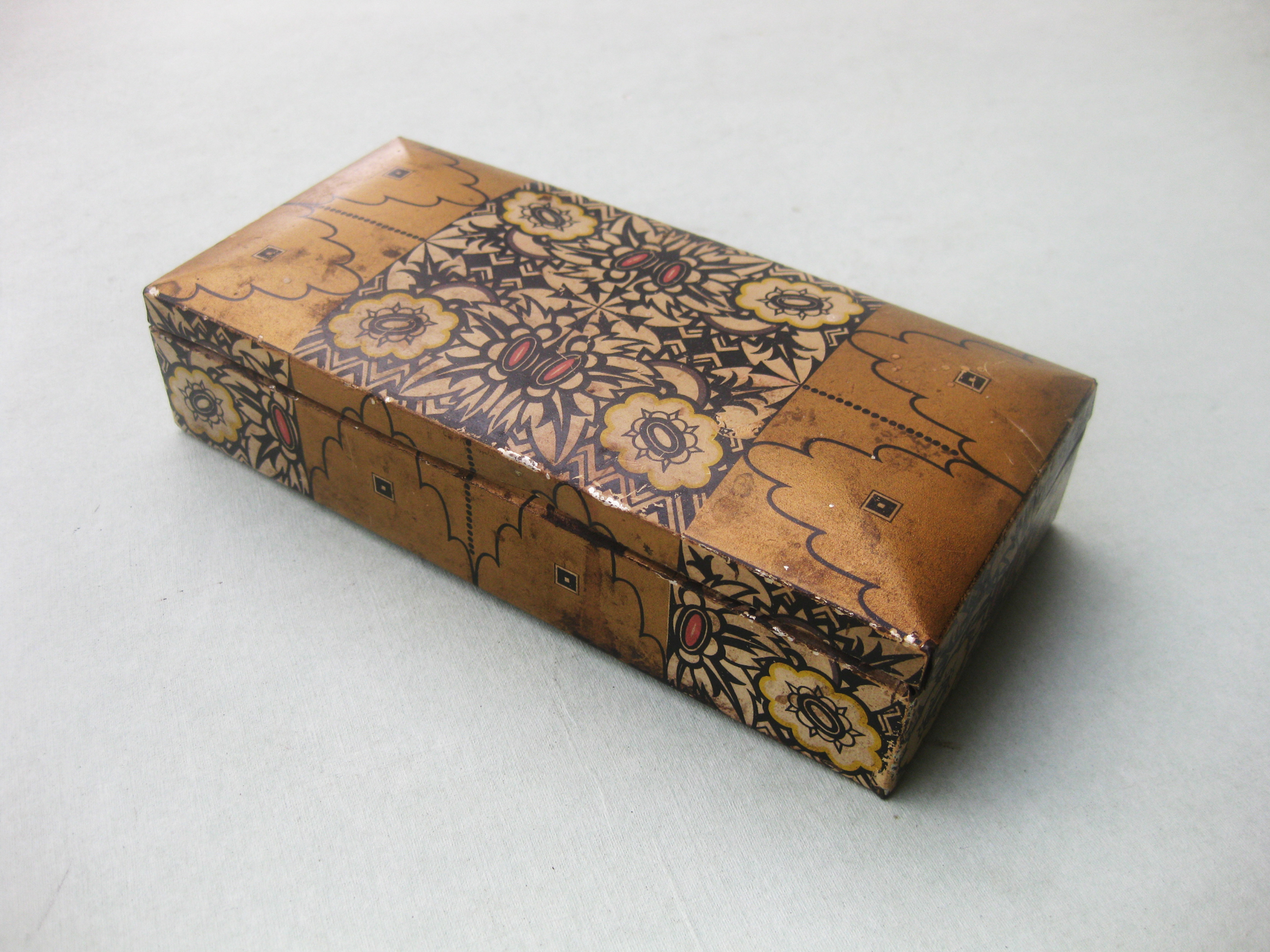
Keksdose für Bahlsen

- vor 1913: Modesalon G. Steckner in Leipzig[6]
- 1914: Musikpavillon und Restaurant für die 4. Ausstellung der Darmstädter Künstlerkolonie[7]
- vor 1916: Herrenzimmer in poliertem Holz[8]
- vor 1918: Verpackungen für die Keksfabrik Bahlsen[9]
- 1919–1920: Verkaufsraum der Keksfabrik Bahlsen in Berlin[10]
- 1920–1921: Ladengeschäft der Firma August Wilk in Darmstadt, Schützenstraße 7 (1944 zerstört)[10]
- 1921: Entwurf Haus Dr. Schürmeyer in Frankfurt am Main[10]
- vor 1922: Kunsthaus in Mannheim[11]
- vor 1922: Haus Wertheimer in Baden-Baden[11]
- vor 1922: Entwurf für einen Sektpavillon der Firma Feist in Essen[11]
- vor 1922: Entwurf für ein Bü̈rohaus und Hotel an der Landgraf-Philippstraße in Darmstadt[11]
- vor 1925: Modesalon in Mannheim[12]
- 1926: Umbau der Bieberbau-Lichtspieltheater in Frankfurt[13][14]
- um 1930: Wohnhaus in Berlin-Spandau
- vor 1931: Weisses Haus am Groß Glienicker See[15]
- vor 1936: Weisses Haus am Schwielowsee[16]

## Veröffentlichungen
- Emanuel J. Margold (Hrsg.): Bauten der Volkserziehung und Volksgesundheit. Pollak, Berlin-Charlottenburg 1931